# Balclutha aridula
Balclutha aridula är en insektsart som beskrevs av Rauno E. Linnavuori 1959. Balclutha aridula ingår i släktet Balclutha och familjen dvärgstritar. Inga underarter finns listade i Catalogue of Life.